# Omála (Réthymnon)
Pour l’article homonyme, voir Omalá (Céphalonie).
Omála, en grec moderne : Ομάλα, est un village du dème de Mylopótamos, en Crète, en Grèce. Selon le recensement de 2011, la population d'Omála compte 10 habitants. Il est situé à une altitude de 350 m et à une distance de 39 km de Réthymnon.

## Recensements de la population
| Recensements | 1900 | 1920 | 1928 | 1940 | 1951 | 1961 | 1971 | 1981 | 1991 | 2001 | 2011 |
| ------------ | ---- | ---- | ---- | ---- | ---- | ---- | ---- | ---- | ---- | ---- | ---- |
| Population   | 110  | 116  | 126  | 127  | 127  | 138  | 109  | 63   | -    | 43   | 10   |